# Меріні – Тайлер-Пасс
Меріні – Тайлер-Пасс (Mereenie – Tayler Pass) – газопровід в Австралії. 
В першій половині 1983-х у басейні Амадеус ввели в дію нафтогазове родовище Меріні, поставки газу з якого забезпечили за допомогою трубопроводу довжиною 116 кілометрів та діаметром 273 мм. В кінцевому пункт маршруту він передає ресурс до потужної системи Палм-Воллей – Дарвін (стала до ладу в 1986-му). 
Максимальний робочий тиск газопроводу становить 10,15 МПа.
Також можливо відзначити, що для видачі нафти з Меріні прокалали трубопровід Меріні – Аліс-Спрінгс.